# Faculdades Integradas de Ourinhos
Instituição de Ensino Superior mantida pela Fundação Educacional "Miguel Mofarrej". É uma sociedade de Direito Privado sem fins lucrativos, destinada à pesquisa, à expansão e ao aperfeiçoamento do ensino superior na região de Ourinhos e no Brasil.
Realizou seu primeiro vestibular em 1972, porém, ainda separadamente, como Faculdade de Letras de Ourinhos e Faculdade de Ciências Biológicas de Ourinhos. Somente em 1981 é que houve a integração entre essas faculdades e a criação de novas faculdades reunidas sob o nome de Faculdades Integradas de Ourinhos, e sob a sigla FIO.
As FIO, como são conhecidas as Faculdades Integradas de Ourinhos, foram reconhecidas como instituição de utilidade pública pela prefeitura municipal de Ourinhos em 1971, em seguida, foram declaradas de utilidade pública pelo governo do Estado de São Paulo em 1983 e pelo governo federal em 1985.
Desde então, a instituição vem crescendo de maneira rápida. Novos cursos foram oferecidos e a infra estrutura foi bastante ampliada, contando com dois anfiteatros (um para 500 e outro para 100 pessoas), quadras poliesportivas, lanchonete, laboratórios de informática e de ciências naturais, biblioteca com grande acervo e, inclusive, um hospital veterinário.
Segundo o último Exame Nacional de Desempenho de Estudantes Enade, realizado pelo MEC, os estudantes das FIO alcançaram notas expressivas. Vale destacar a nota da Faculdade de Direito que com a nota 4 (de 1 a 5), é hoje a faculdade de melhor desempenho na região sudoeste do Estado de São Paulo, incluindo instituições de cidades maiores que Ourinhos, como por exemplo Marília e Bauru.
O campus universitário está localizado numa enorme área e de fácil acesso, no km 339,5 Pista Sul da Rodovia Transbrasiliana (BR-153), próximo à divisa com o Estado do Paraná. Por isso, além dos universitários de Ourinhos e região, as FIO são também muito procuradas por estudantes do norte do Estado do Paraná.

## Cursos Oferecidos
- Administração de Empresas
- Administração Pública
- Agronomia
- Arquitetura e Urbanismo
- Ciências Biológicas
- Ciências Contábeis
- Comércio Exterior
- Direito
- Educação Artística: Artes Plásticas
- Enfermagem
- Engenharia Elétrica
- Farmácia
- Geografia
- Hotelaria
- Letras: Português/Inglês
- Marketing
- Medicina Veterinária
- Pedagogia
- Psicologia
- Psicologia Organizacional
- Sistemas de Informação
- Turismo
- Universidade Aberta à Terceira Idade - UATI